# Ringwall Röschberg

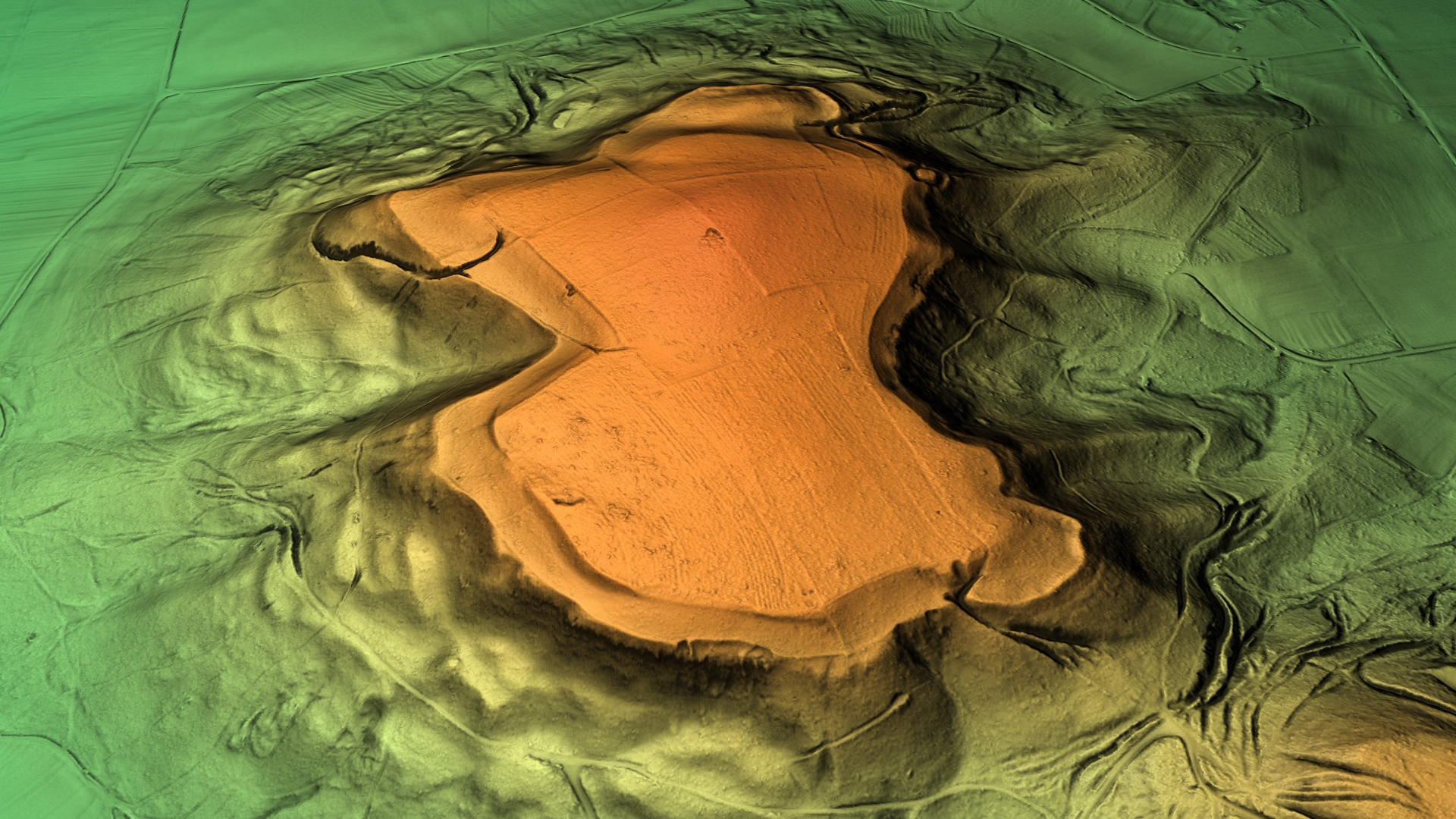
3D-Ansicht des digitalen Geländemodells

Der Ringwall Röschberg liegt südlich von Kleinberghausen, heute ein Ortsteil der Oberpfälzer Stadt Freystadt im Landkreis Neumarkt in der Oberpfalz von Bayern. Der Ringwall liegt 500 m südlich von Kleinberghausen und 700 bis 1250 m südwestlich von Großberghausen auf dem Röschberg. Der Ringwall ist vom Bayerischen Landesamt für Denkmalpflege als Bodendenkmal D-3-6834-0106 erfasst. Nordöstlich der Wallanlage befindet sich am Fuß des Röschbergs ein vorgeschichtlicher Bestattungsplatz mit Grabhügeln (Denkmalnummer D-3-6834-0247); ob ein Zusammenhang mit der Wallanlage besteht, ist nicht erforscht.

## Beschreibung
Der Sporn des Röschbergs reicht nach Nordwesten in das Vorland der Albhochfläche und hängt nur mit einem 40 m tiefer gelegenen Pass mit dem Rückland zusammen. Die 25 ha seines Plateaus sind von Teilen eines Ringwalls durchzogen. Im Nordosten und Südosten verlaufen zwei Wallteile entlang der Steilhangkante.
Das Wallstück im Nordosten beginnt bei einem Hohlweg und umschließt in einem westlich ausgreifenden Wall die nach Norden gerichtete Zunge des Berges; er beginnt sehr mächtig, fällt dann auf der Innenseite auf 1 bis 1,2 m und beträgt auf der Außenseite sechs bis acht Meter. Nach einer 3 m breiten Berme fällt er auf 2 m ab. Der 2–3 m breite Wallkamm senkt sich nach 50 m stark ab  und verläuft als Randwall entlang der Hangkante; die Innenhöhe beträgt hier nur mehr ca. 0,5 m und außen befindet sich die natürliche Steilwand des Berges. Das Wallende scheint in einen Hohlweg einzubiegen; hier deutet sich ein früheres Zugangstor an. Die Gegenseite einer Torwange ist durch einen abzweigenden Hohlweg zum Burgstall Röschberg zerstört.
Der Wall im Südosten verläuft entlang der Kante des flacheren Hanges über den Pass, der die Verbindung zum Rückland bildet. Sein südliches Ende verläuft gegen einen Hohlweg, wobei ebenfalls nicht entschieden werden kann, ob sich hier ein Tor befunden hat. Der Wall ist auf der Innenseite 2 m hoch, seine Kammbreite beträgt bis zu 3 m. Außen findet sich kein Wallfuß, sondern der Berghang. Dieser Wall ist 100 bis 150 m lang.
Der Wall wird als vorgeschichtlich angesprochen, hat aber vermutlich nicht die ganze Hochfläche umfasst. Der Nordostwall macht in seiner östlichen Hälfte den Eindruck einer mittelalterlichen Anlage, ohne aber mit dem Burgstall in Verbindung zu steten.